# Manuel Malagrida i Fontanet

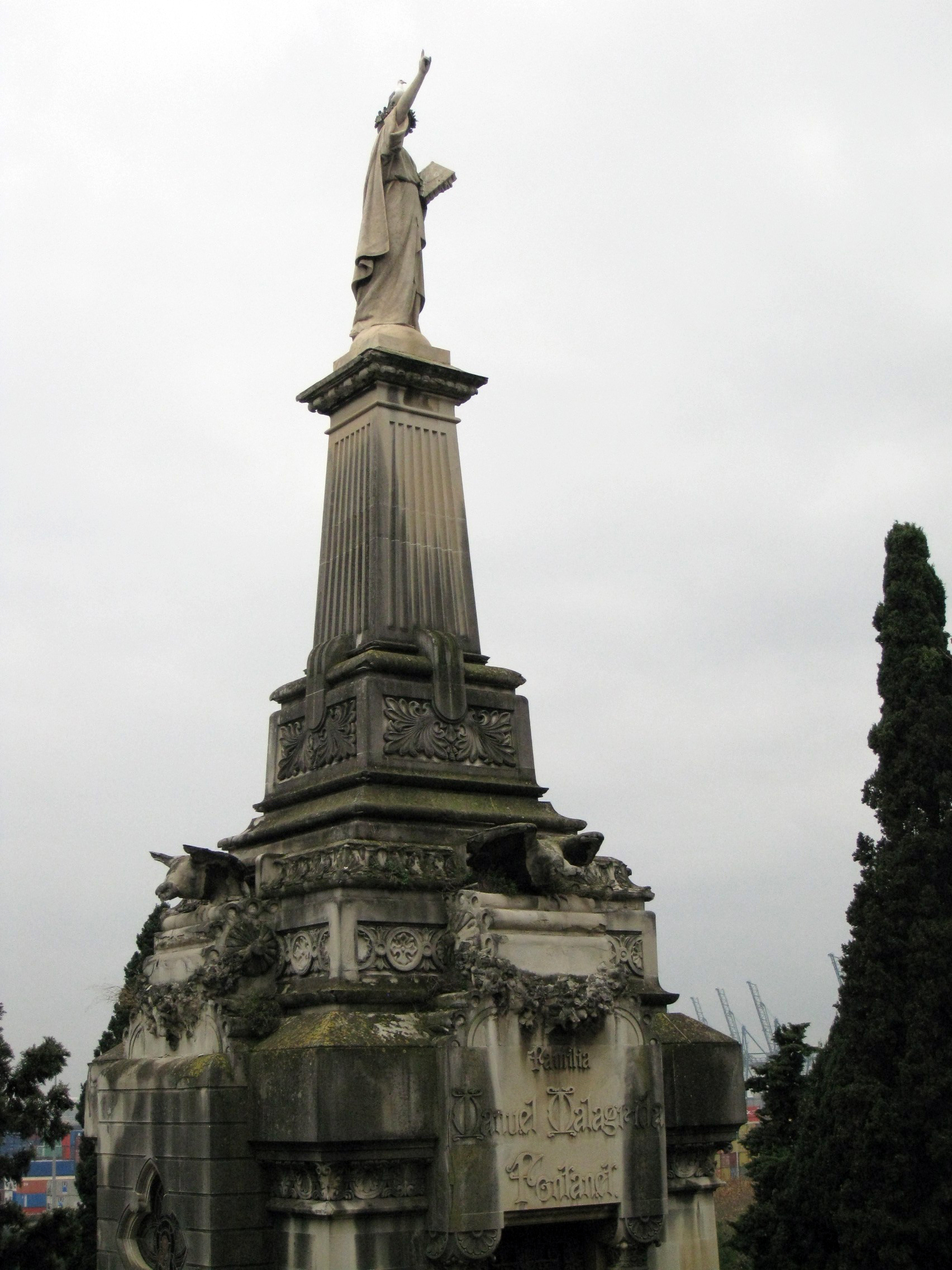
Panteó de Manuel Malagrida i Fontanet al Cementiri de Montjuïc, coronat per una escultura d'Eduard Alentorn

Manuel Malagrida i Fontanet (Olot, 20 d'abril del 1864 – Barcelona, 15 de maig del 1946) va ser empresari del ram del tabac i promotor de l'Eixample Malagrida d'Olot.

## Biografia
Fill d'un dels notaris més prestigiosos de la capital de la Garrotxa, als setze anys anà a viure a Barcelona. El [887 marxà a París, on es familiaritzà amb la indústria del tabac; tres anys més tard, quan emigrà a l'Argentina, aprofità els coneixements adquirits per fundar-hi la fàbrica Cigarrillos París, la primera del país austral. Com a part de la tasca per fer-la conèixer, convocà dos concursos mundials de cartells publicitaris, els originals dels quals donà posteriorment al museu d'Olot.
Un cop enriquit, decidí tornar a Barcelona, on comissionà l'arquitecte Joaquim Codina i Matalí perquè li alcés un edifici d'estil modernista al passeig de Gràcia, 27, la Casa Malagrida. Aquest edifici, acabat en una cúpula coronada, uneix en la decoració de la façana, el continent americà i l'europeu. Mostres simbòliques en són les representacions que l'escultor Pere Ricart i Marés feu de l'àguila pirenaica i el còndor dels Andes, els busts de Colom i el general Mitre i dues representacions antropomòrfiques, d'Espanya (amb corona) i Argentina (amb barret frigi). Com a anècdota, quan el 1927 calgué repintar la cúpula, l'aprenent que realitzà la tasca fou el que, més tard, seria el pintor de fama mundial Antoni Clavé.
El 1908 es casà en una capella del Palau Episcopal amb Teresa Pons Pulles, filla d'una família emigrant catalana.
El 1916, Malagrida encetà la renovació urbanística d'Olot amb la construcció en el "Pla dels Llacs" –uns aiguamolls- d'una ciutat jardí a l'estil anglès avui coneguda per Eixample Malagrida, amb grans torres i edificis envoltats de jardins. Aquesta, dirigida en la part tècnica per l'arquitecte municipal Joan Roca i Pinet i acabada el 1925 per Josep Esteve, s'estén al sud-oest del nucli antic, i Malagrida hi mostrà l'agermanament Espanya-Amèrica batejant amb el nom de "pont de Colom" el pas que salva el Fluvià i posant noms de regions espanyoles i de països americans a les vies que creuen el barri. Manuel Malagrida també cedí els terrenys per a la construcció de la Biblioteca Popular d'Olot (1918, no existent en l'actualitat) i la del grup escolar que porta el seu nom (1926).
L'ajuntament d'Olot el declarà "Fill il·lustre" el 1957, i el seu retrat s'exhibeix a la Galeria d'Olotins Il·lustres. En vida també li foren atorgades la Gran Creu d'Isabel la Catòlica, l'Orde de Carles III i la Gran Placa d'Honor i Mèrit de la Creu Roja Espanyola. La seva documentació personal es conserva a l'Arxiu Comarcal de la Garrotxa.